# 神なる君と
『神なる君と』（かみなるきみと）は、アイディアファクトリーより2011年10月20日に発売されたPlayStation Portable用恋愛アドベンチャーゲーム。
2014年9月30日にはパピレスの電子書籍サイトで絵ノベルという形態を配信している。

## ストーリー
神木 咲耶は、ある朝目覚めると神さまになっていた。
現人神としての使命を課せられた彼女の周りでは変化が起きていた。

## 登場人物
神木 咲耶（かみき さくや）
声 - 無し
主人公（名前の変更可）。ある日目覚めると現人神になっていた。
榊 鳴海（さかき なるみ）
声 - 保志総一朗
咲耶の幼馴染で、彼女が祀られている国星神社の跡取りになった。
二ノ神 弓鶴（にのかみ ゆづる）
声 - 成田剣
咲耶の通う高校の生徒会長。悪態ばかりをついているが、面倒見がよい。
竹清 八雲（たけきよ やくも）
声 - 羽多野渉
咲耶たちの幼馴染。文武両道だが、間の抜けた言動が多い。
水庭 苓（みずにわ れい）
声 - 井口祐一
咲耶の学校の旧校舎に住まう幽霊。
天津国星縁尊（あまつくにほしえんのみこと）
声 - 櫻井孝宏
咲耶の前に祀られていた国星神社の元・神さま。名前が長いため、ミコトという愛称がつけられた。
坂上 庄左エ 門頼仁（さかがみ しょうざえもん よりひと）
声 - 松本大
国星神社の狛犬が付喪神となった存在。長い時を生きていたため、時代についていけず、横文字に苦労している。
吹春 日之条（ふきはる ひのじょう）
声 - 檜山修之
駄菓子屋「すさのお」の店主である青年。生ける伝説級の祓い師を自称する。
吉備 亜紀（きび あき）
声 - 藤森ゆき奈
神の代替わりの調査に来た陰陽師。
猫神タマ
声 - 加藤恵
国星神社周辺に住まう神で、三毛猫の姿をしている。
鳥神ユーリー
声 - 眞田朱音
国星神社周辺に住まう神で、金髪のペンギンの姿をしている。
熊神厳平
声 - 白熊寛嗣
国星神社周辺の神で、右目に眼帯をした熊の姿をしている。

## 主題歌
オープニング「キミのそばで」
作曲・編曲 - 安瀬聖 / 作詞・歌 - mao
エンディング「カケラ」
作曲・編曲 - 安瀬聖 / 作詞・歌 - mao
真エンディング「キミがくれたモノ」
作曲・編曲 - 安瀬聖 / 作詞・歌 - mao